# 2833 Radishchev
2833 Radishchev је астероид главног астероидног појаса са средњом удаљеношћу од Сунца која износи 2,876 астрономских јединица (АЈ).
Апсолутна магнитуда астероида је 12,2.